# パオロ・ディ・カーニオ
パオロ・ディ・カーニオ（Paolo Di Canio、1968年7月9日 - ）は、イタリア・ローマ出身の元サッカー選手（FW）、サッカー指導者。

## 経歴
1985年にラツィオとプロ契約を結び、1988年ラツィオでセリエAデビューを果たし、テルナーナへのレンタル移籍を挟んで1990年まで在籍。
1990年にはユヴェントスへ移籍、完全にレギュラーを掴んだ訳ではなかったが、ある程度の出場機会を得ていた。ラツィオではウイングとしてプレーしていたが、当初は主にセカンドストライカーとして起用された。1992年の夏には、相手DFたちとのマッチアップに勝つため、肉体改造に励み、筋肉をつけた。1992-93シーズン、先発起用されることも増え、ユヴェントスに在籍した3シーズンで最多の、リーグ戦31試合に出場した。このシーズン、チームはUEFAカップの優勝を成し遂げたが、決勝のボルシア・ドルトムント戦では、僅かな出場時間を得ただけに終わった。シーズン終了後、自ら移籍を志願し、1993-94シーズンはSSCナポリにレンタル移籍した。ナポリではウイングやセカンドストライカーとしてプレー、1994年3月27日のACミラン戦で優れたゴールを決めるなどの活躍を見せ、良いシーズンを過ごした。
1994-95シーズンからの2シーズンはACミランでプレー、出場機会は多くなかったが、出場した時には良いパフォーマンスを披露した。1994-95シーズンは、リーグ戦15試合で1ゴールに終わった。シーズン終了後の極東ツアーでは、ベンチスタートになったことに腹を立て、ファビオ・カペッロと口論になったこともあった。1995-96シーズン、22試合5得点の活躍で、セリエA優勝に貢献した。
1996年にセルティックへ移籍、26試合12ゴールの活躍でファンの心を掴んだ、がその後トラブルで退団した。
その後は、シェフールド・ウェンズデイへ移籍し、プレミアリーグで12得点の活躍を見せた。
1999-2000シーズンから4シーズンウェストハムに在籍し、1999-00年シーズンは16ゴール、2000-2001年シーズンは10ゴールの活躍を見せるなど、チームを支えた。在籍時の2001年にFIFAフェアプレー賞を受賞している。2002年にはマンチェスター・ユナイテッドからオファーを受けた。
2004-05シーズンからは、再びラツィオに復帰を果たす。
2006年、ラツィオとの契約を終えた後、4部リーグにあたるセリエC2のチスコ・ローマで2年間プレー。2007-08シーズンを最後に現役を引退した。
2011年5月23日、イングランド・フットボールリーグ2（4部相当）のスウィンドン・タウンFC監督に就任。2013年3月31日にサンダーランドAFCと2年半契約を結び、同クラブのプレミアリーグ残留に貢献したが、9月22日に契約を解除した。

## フェアプレー賞
2000年12月16日のエヴァートン対ウェストハム戦。
1-1で迎えた後半ロスタイム。カヌーテとの1対1の場面で飛び出したエヴァートンGKのジェラードが、カヌーテと交錯して足を負傷。そのままプレーが続けられ、ボールを拾ったシンクレアからのクロスは、無人のゴール前でフリーになっていたディ・カーニオにコントロールされるが、ディ・カーニオはシュートを打つことなく、そのボールを手でキャッチしてプレーを切り、ジェラードの治療を優先させた。試合は1-1のドローに終わったが、メディアやファンはこのディ・カーニオの選択を賞賛し、このプレーにより翌年にFIFAフェアプレー大賞を受賞した。

## 選手経歴
- ラツィオ 1985-1990
  - →  テルナーナ 1986-1987（レンタル移籍）
- ユヴェントス 1990-1993
- ナポリ 1993-1994
- ACミラン 1994-1996
- セルティック 1996-1997
- シェフィールド・ウェンズデイ 1997-1999
- ウェストハム・ユナイテッド 1999-2003
- チャールトン・アスレティック 2003-2004
- ラツィオ 2004-2006
- ASチスコ・ローマ 2006-2008

## 指導者歴
- スウィンドン・タウンFC：監督 2011-2013
- サンダーランドAFC：監督 2013

## その他
- 試合中パフォーマンスとして度々ナチス式敬礼をし、非難されたが、彼は古代ローマ式敬礼と主張している[5]。

シェフィールドウェンズデイ時代にはレッドカードの判定に憤慨し、レフェリーを押し倒して3ヶ月の出場停止処分を受けた。